# Sály
Sály község Borsod-Abaúj-Zemplén vármegyében, a Mezőkövesdi járásban.

## Fekvése
A Bükk-vidék, azon belül a Miskolci-Bükkalja területén, a Sályi-patak völgyében, a 3-as főúttól 6 kilométerre fekszik.
Csak közúton érhető el, Bükkábrány felől a 3-as főútból kiágazó 25 115-ös számú mellékúton.

## Története

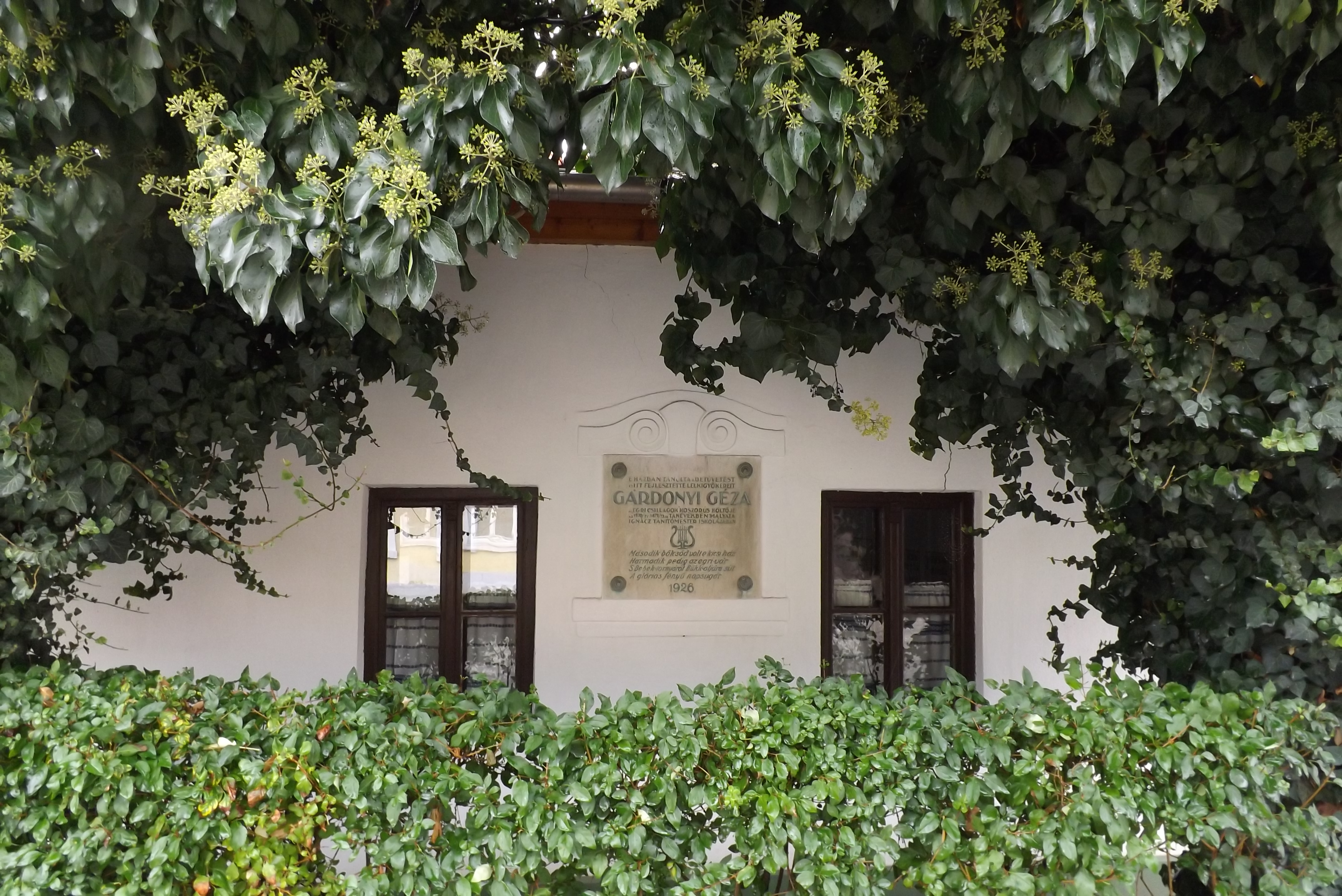
Sály, Gárdonyi Géza emlékház

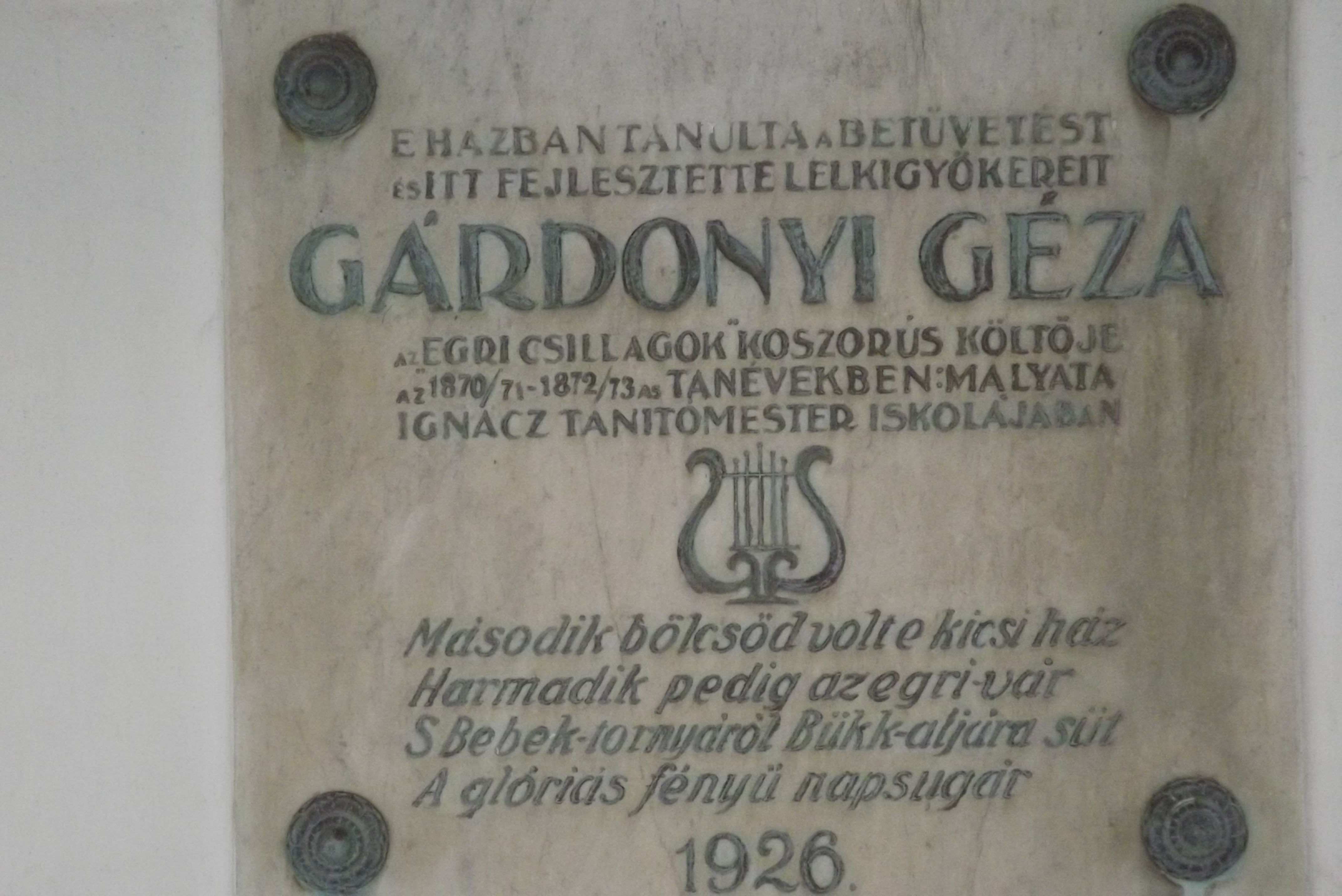
Sály, Gárdonyi Géza emléktábla

Sály és környéke a bronzkor óta lakott vidék. A falu nevét először 1348-ban említették oklevelek. A környező domb- és hegytetőkön máig egykori romok, föld- és kőépítmények maradványai látszanak, vagy sejthetőek.
Az országnak ezt a vidékét, amelyet a Nyárád- és az Eger-patak ölel körül honfoglalás kori hagyományaink Örsúr földjeként tartják számon.
Erről Anonymus így fogalmazott a Gesta Hungarorumban:
„Azután Árpád vezér és nemesei innen felkerekedve a Nyárád vizéig vonultak, s tábort ütöttek a patakok mellett attól a helytől kezdve, amelyet most Kácsnak mondanak. Árpád itt nagy földet adott Ócsádnak, Örsúr apjának. Örsúr, a fiú aztán ott, annak a folyónak a forrásánál várat épített, amelyet most Örsúr várának hívnak”.
A vidéket az Örsúr nemzetség Váraljai ága lakta. A falu határában állt egykor Váralja település, melyet az itt végzett ásatások is alátámasztanak. Az első lakóházak már a 10. században álltak, s attól kezdve folyamatosan használták a települést. Valószínűleg a török korban pusztult el.
Az Örsúr nemzetség leszármazottainak nemzetségfői központja Sály határában, a Lator-patak forrásától (amelyet ma is Vizfőnek neveznek) körülbelül háromszáz méterre levő hegy tetején azonosították. A nemzetség monostora Kácson épült fel, de a nemzetségi ágak egy-egy vára Kácson és Sályban található.
Sály nevét az oklevelek 1348-ban említik először.
1596-ban, Eger elestekor Sály is a török pusztítás áldozatává vált, akik felégették a falut. A megmaradt lakosság a Tarizsa hegy oldalába vágott pincelakásokban húzódott meg, s a környéken portyázó törökök támadásai miatt sokáig nem tértek vissza a lerombolt faluba.
Az 1700-as években Szepessy Pál volt Sály birtokosa. 1713-ban Szepessy Pál itteni birtokát Szepessy János kapta meg örökségként, s övék volt egészen a 20. századig.
A 20. század elején  a volt Eötvös birtok földesura Gorove László, és (a Seckendorf, előtte Négyesy, Szepessy birtok) Knöpl Anna birtoka volt.

## Közélete

### Polgármesterei
- 1990–1994: Fekete Jánosné (független)[4]
- 1994–1998: Fekete Jánosné (független)[5]
- 1998–2002: Fekete Jánosné (független)[6]
- 2002–2006: Fekete Jánosné (független)[7]
- 2006–2010: Fekete Jánosné (független)[8]
- 2010–2014: Fekete Jánosné (független)[9]
- 2014–2019: Fekete Jánosné (független)[10]
- 2019–2024: Fekete Jánosné (független)[11]
- 2024– : Hócza József (független)[1]

## Népesség
| Lakosok száma | 1860 | 1820 | 1752 | 1486 | 1549 | 1549 | 1521 |
|               | 2013 | 2014 | 2015 | 2021 | 2022 | 2023 | 2024 |

2001-ben a település lakosságának 73%-a magyar, 27%-a cigány nemzetiségűnek vallotta magát.
A 2011-es népszámlálás során a lakosok 88,3%-a magyarnak, 0,3% bolgárnak, 29,3% cigánynak, 0,6% németnek mondta magát (11,7% nem nyilatkozott; a kettős identitások miatt a végösszeg nagyobb lehet 100%-nál).
Vallási megoszlás: római katolikus 60,2%, református 21,2%, görögkatolikus 0,2%, evangélikus 0,3%, felekezeten kívüli 2,2% (15,8% nem válaszolt).
2022-ben a lakosság 89,3%-a vallotta magát magyarnak, 19,3% cigánynak, 0,4% németnek, 0,1-0,1% horvátnak, örménynek, bolgárnak, szlovénnek és románnak, 2,1% egyéb, nem hazai nemzetiségűnek (9,2% nem nyilatkozott; a kettős identitások miatt a végösszeg nagyobb lehet 100%-nál). Vallásuk szerint 49,7% volt római katolikus, 13,8% református, 0,5% görög katolikus, 0,2% egyéb keresztény, 0,2% evangélikus, 8,3% felekezeten kívüli (25,3% nem válaszolt).

## Itt születtek
- Balla Károly színművész, író, lapszerkesztő 1803-ban.
- Egyedi Dávid, születési és 1911-ig használt nevén Klein Dávid[15] (1885 – 1960) bőrgyógyász, urológus, főorvos.
- Eötvös Ignác alkancellár és főpohárnok 1786-ban.
- Solymossy Sámuel irodalomtanár 1817-ben.

## Hírességek
- Itt járt három évig elemi iskolába Gárdonyi Géza, akinek az édesapja az 1848–49-es forradalom és szabadságharc honvédjeinek készített fegyvert, később uradalmi gépész lett. Sályba gépésznek és kovácsmesternek szegődött. A Gárdonyi család 1860-1873 között itt lakott a faluban. Az író később több művében megörökítette Sályt.
- Eötvös József író, államférfi a faluban élt és dolgozott 1837 végén és 1838-ban. Nagyapja birtokán kezdte írni A karthauzi c. regényét.

## Nevezetességei
- Eötvös–Gorove-kastély: építését az Örsúr nemzetség utolsó sályi leszármazottja, Sályi-Tibold Zsigmond kezdte el az 1600-as évek körül, mai formáját az 1770-es évek vége körül nyerte el. Ekkor építtette Szepessy Sámuel Mária nevű nővérének, aki később Eötvös Ignác felesége lett. Unokájuk Eötvös József író, reformpolitikus volt, aki több művét is itt írta a kastélyban. Az épületben ma általános iskola működik.
- Latorpuszta
- Latorvár-tető
- Latorvár
- Örsúr vára
- Régi kőfejtők Sály és Latorpuszta között
- Sály Vízfő-tanösvény kiindulópontja - A Déli-Bükk lábánál, Sály község területén található 10 állomásból álló tanösvény hossza 13,3 km.
- Gárdonyi Géza Emlékház

## Galéria

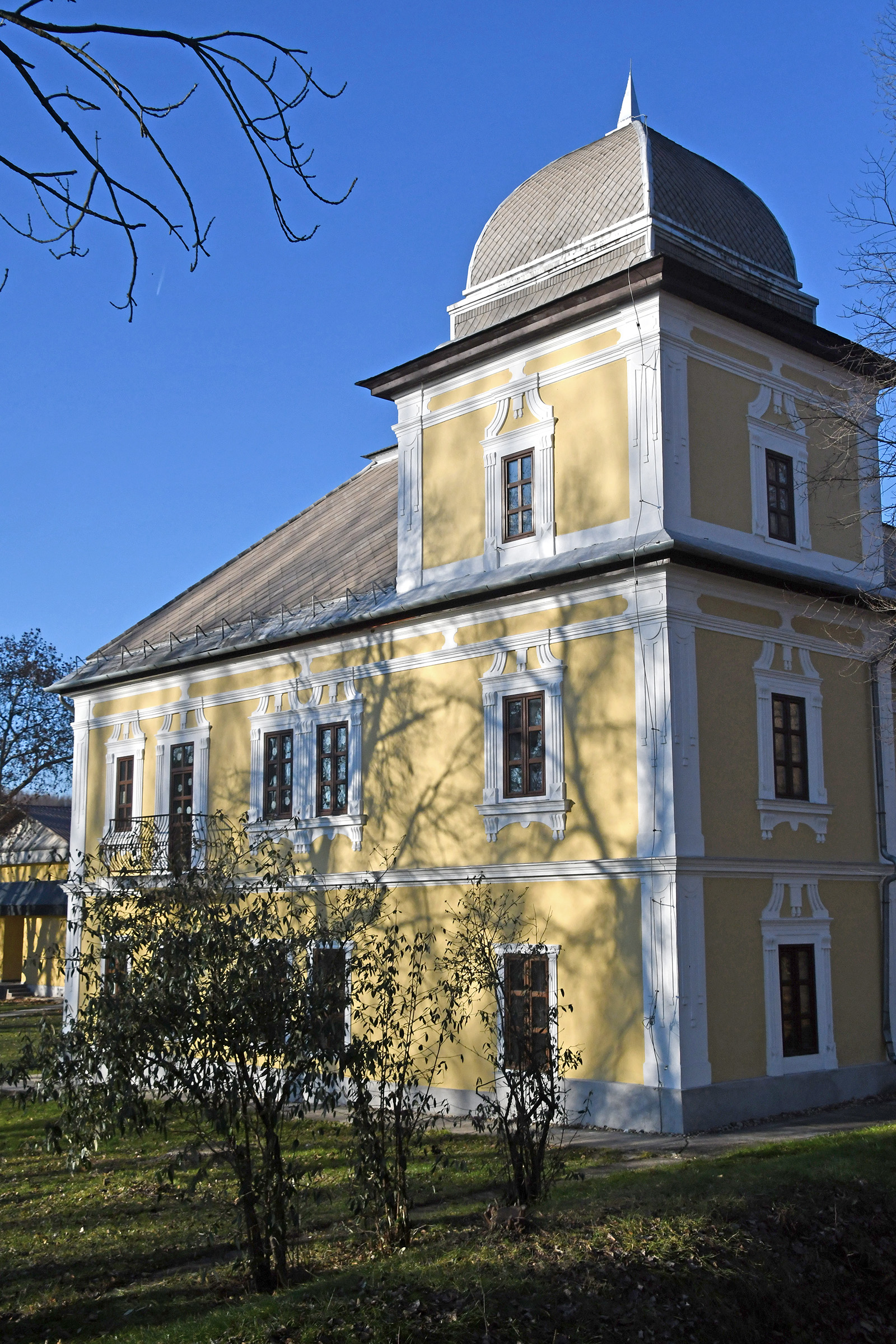
Eötvös–Gorove-kastély
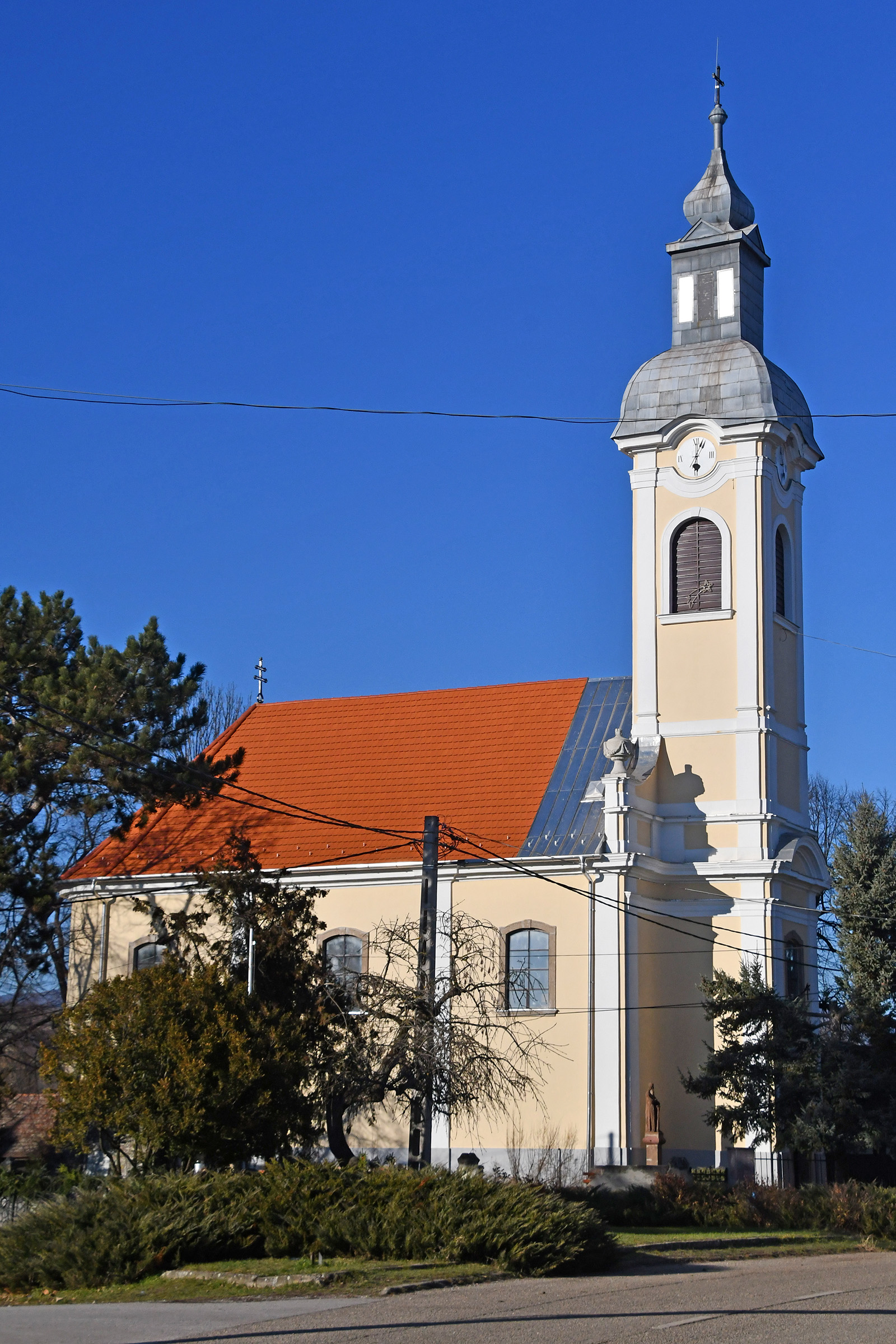
Római katolikus templom
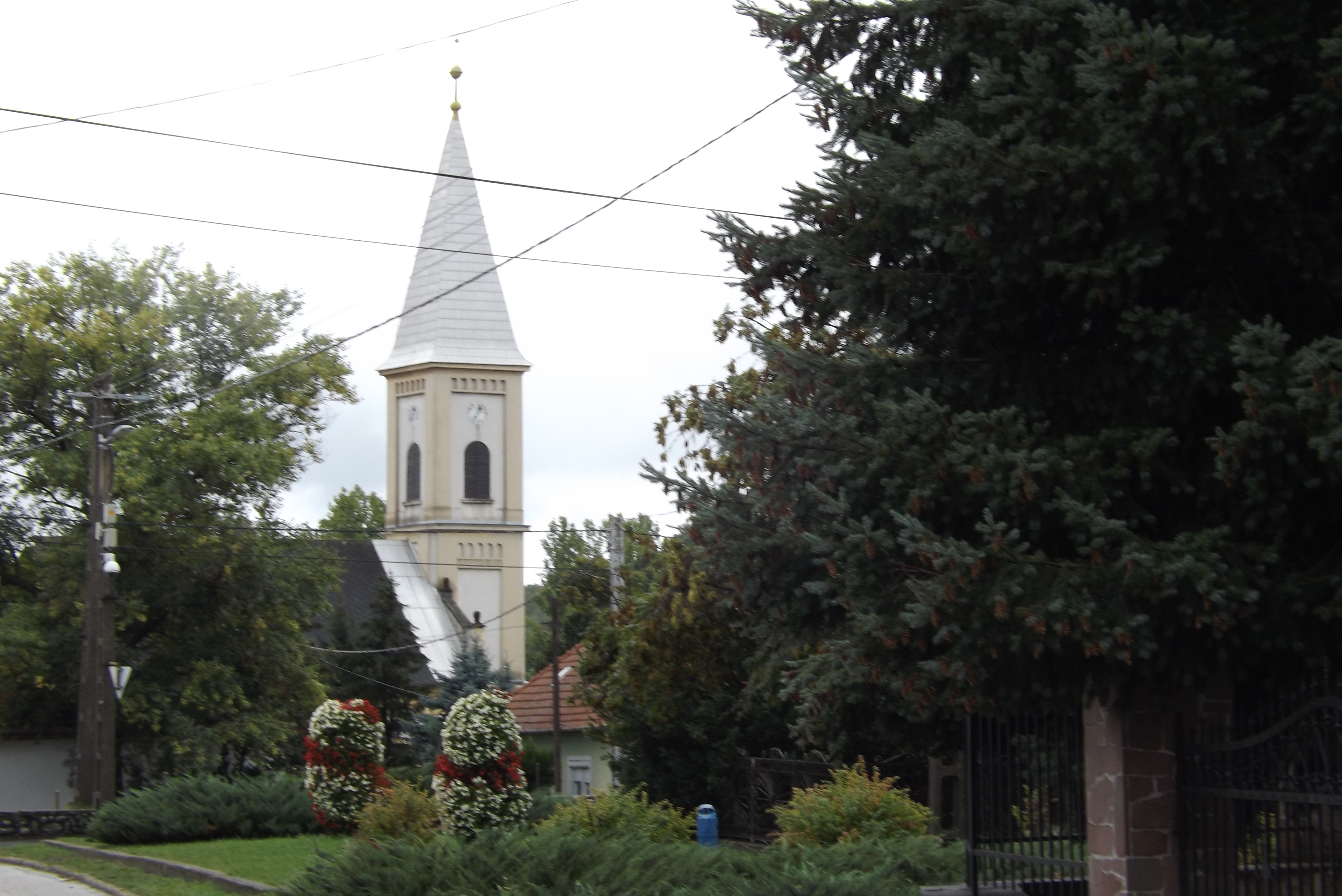
Református templom
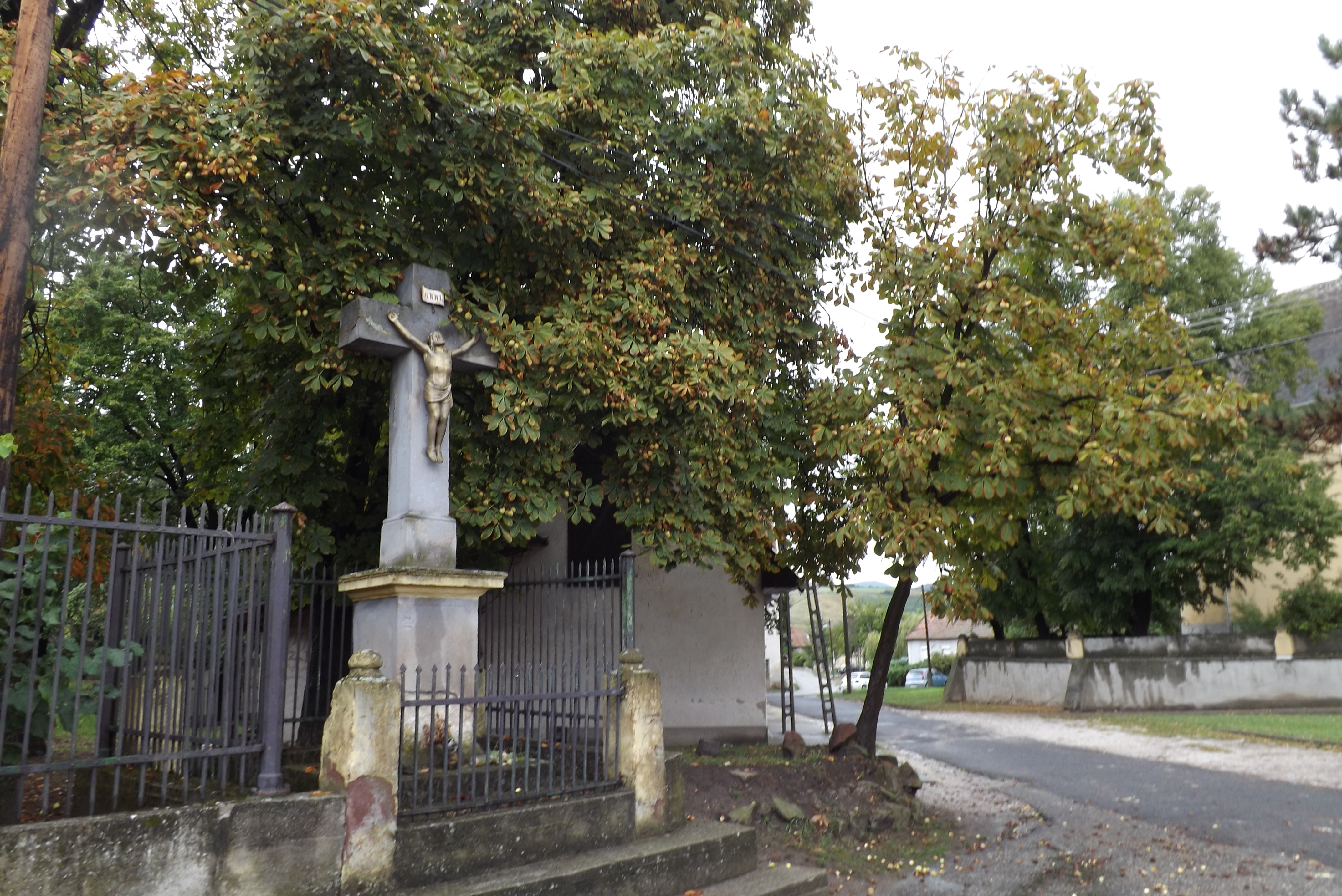
Sály, kőkereszt a falu főterén
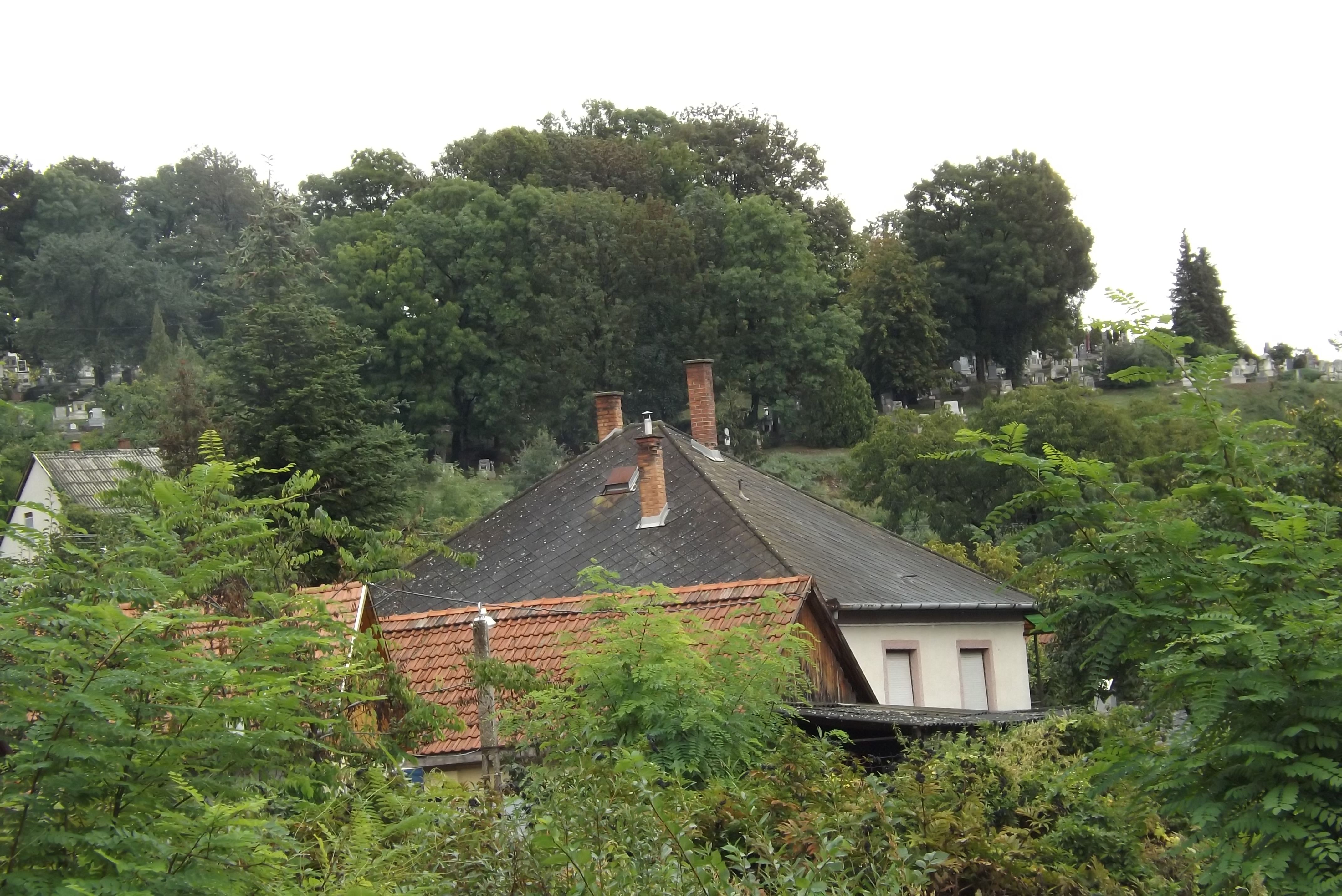
Sály, domboldalon a temetővel
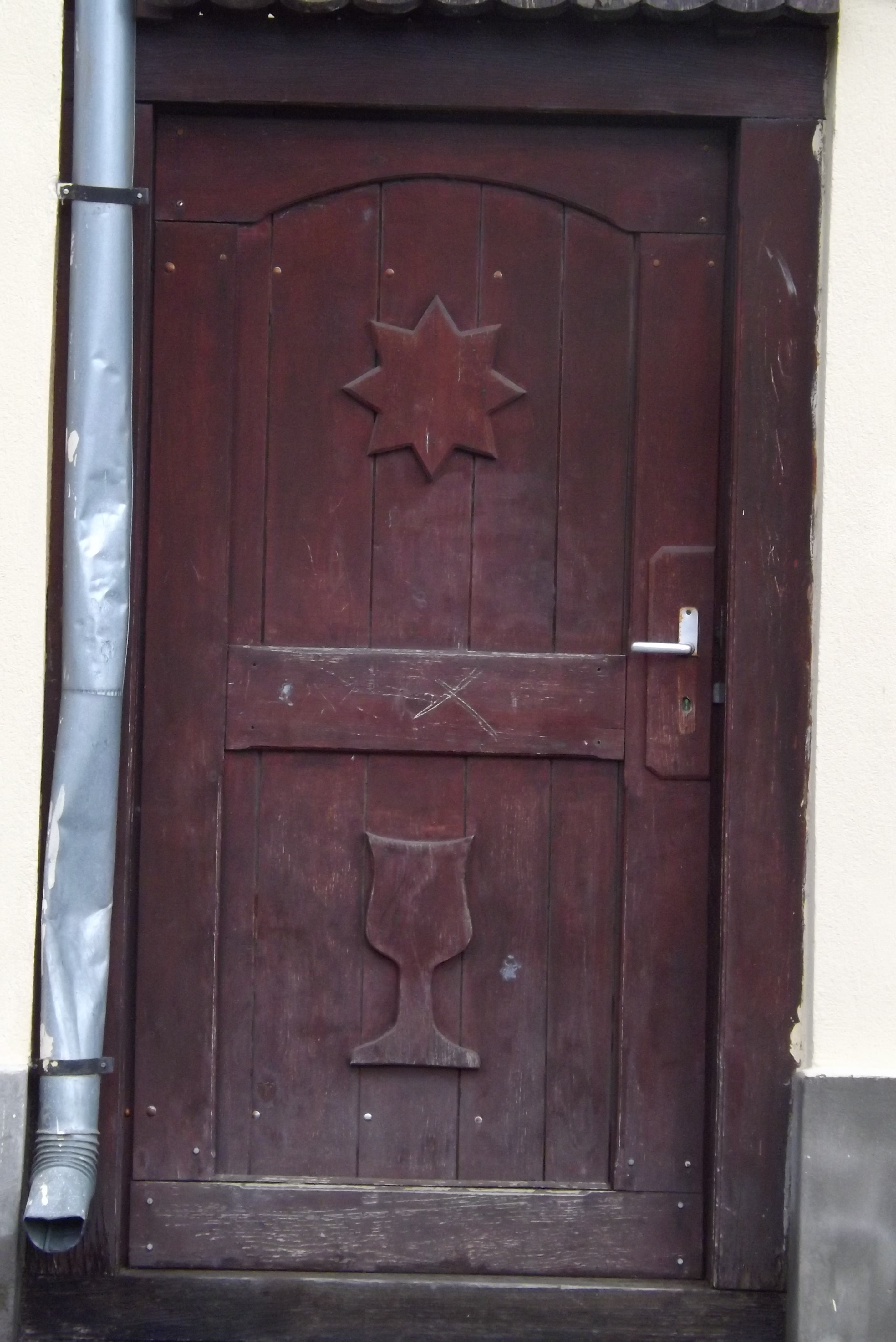
Öreg ajtó a főtér egyik házának bejáratán
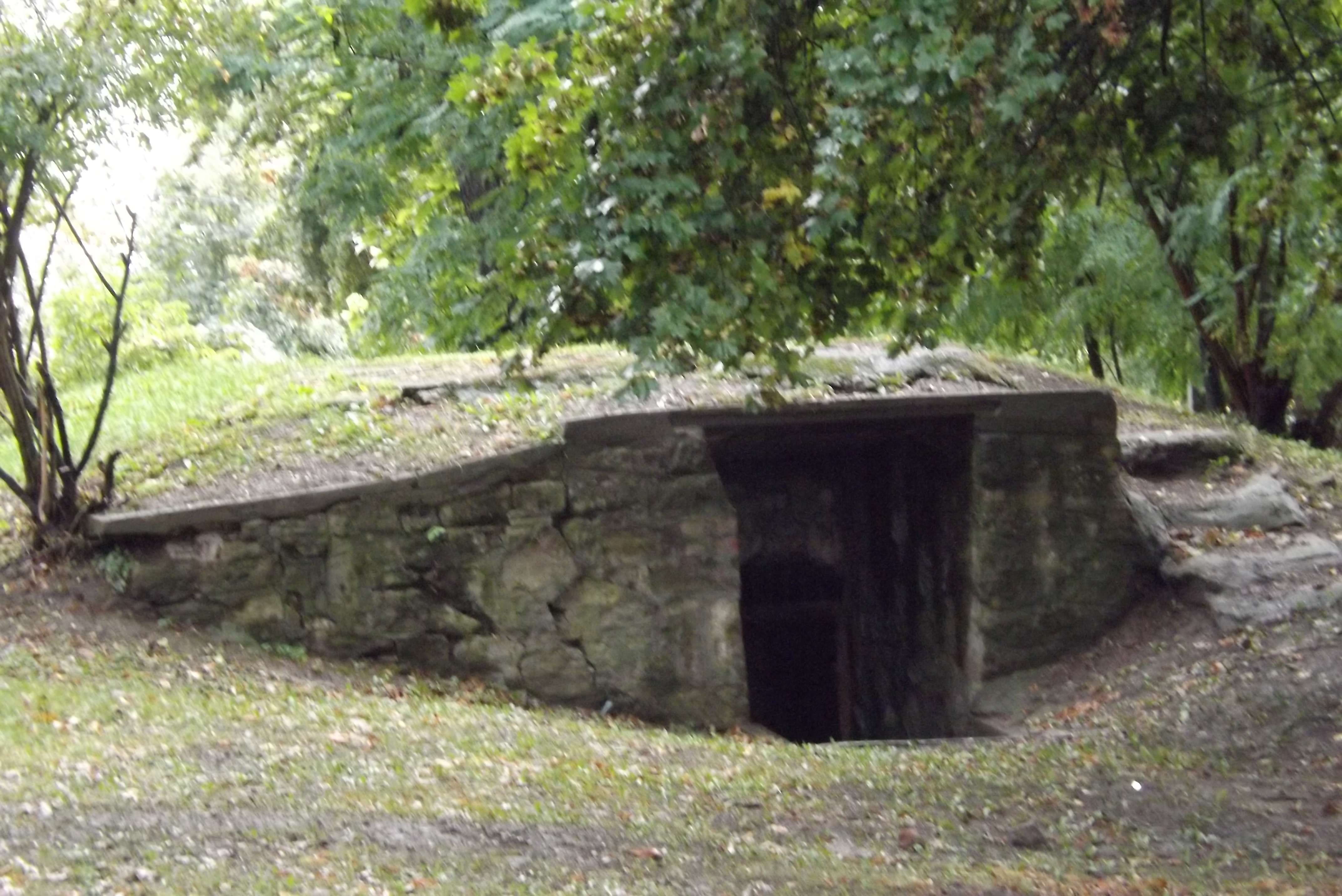
Az egykori jégverem bejárata a Főtér mögött
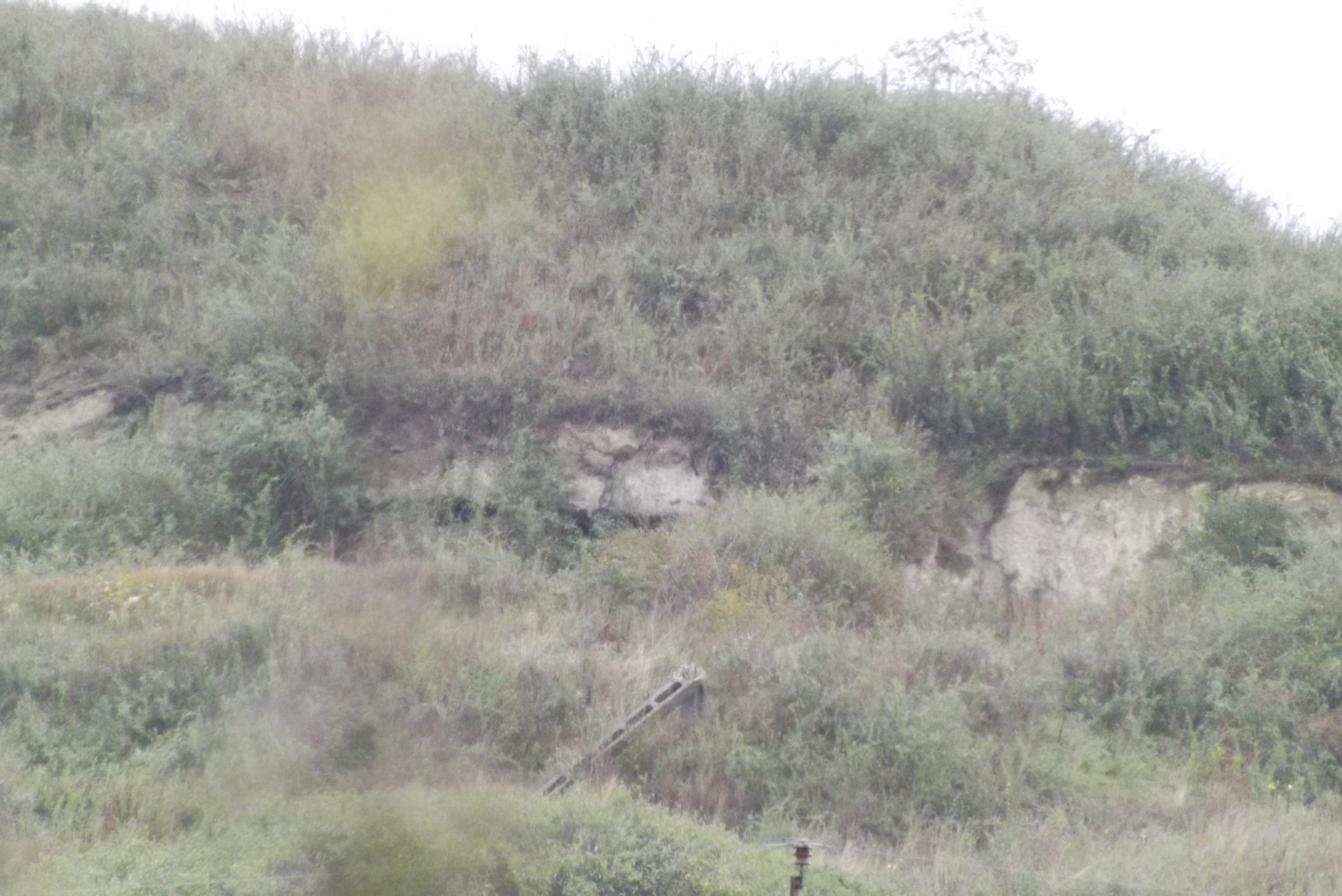
Egykori barlanglakások romjai a falu feletti dombok oldalában

## Zenei élet
- Kronos zenekar